# 伊勒-维莱讷新堡
伊勒-维莱讷新堡（法語：Châteauneuf-d'Ille-et-Vilaine，法語發音：[ʃatonœf dil e vilɛn]）是法国伊勒-维莱讷省的一个市镇，位于该省西北部，属于圣马洛区。

## 地理
伊勒-维莱讷新堡（48°33'40"N, 1°55'47"W）面积1.38 平方千米，位于法国布列塔尼大區伊勒-维莱讷省，该省份为法国西北部沿海省份，位于布列塔尼半岛东部，北濒大西洋，西接阿摩尔滨海省和莫尔比昂省，南至大西洋卢瓦尔省，西南端接曼恩-卢瓦尔省，东临马耶讷省，东北与芒什省接壤。
与伊勒-维莱讷新堡接壤的市镇（或旧市镇、城区）包括：米尼亚克莫旺、圣佩尔马克昂普莱、拉维尔埃斯诺奈。

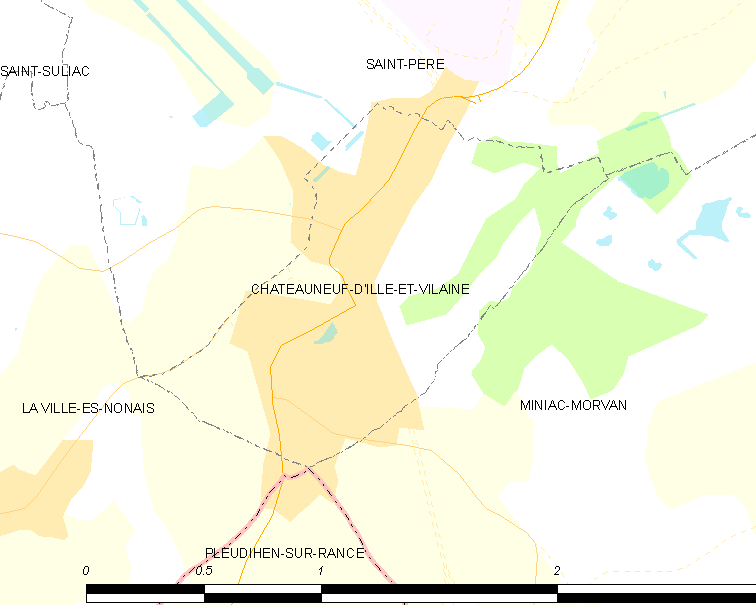
伊勒-维莱讷新堡的OSM定位图

伊勒-维莱讷新堡的时区为UTC+01:00、UTC+02:00（夏令时）。

## 行政
伊勒-维莱讷新堡的邮政编码为35430，INSEE市镇编码为35070。

## 政治
伊勒-维莱讷新堡所属的省级选区为布列塔尼地区多勒县。

## 人口

1962-2008年间伊勒-维莱讷新堡人口变化图示

伊勒-维莱讷新堡于2022年1月1日时的人口数量为1679人。